# Moskos Tzavellas
Moskos, Moscho ou Moschos Tzavellas (grec moderne : Μόσχω Τζαβέλα), née vers 1750 à Soúli et morte en 1803, est une héroïne grecque des guerres d'indépendance de la Grèce.

## Biographie
Épouse du capitaine Lambros Tzavellas (Λάμπρος Τζαβέλας (el)), elle est la mère du héros Photos (Φώτος Τζαβέλας (el)) et de l'héroïne Kaïdos.
Elle prend part à la campagne de 1792 et lutte avec sa famille contre les Turcs. Elle est célèbre pour avoir dirigé un groupe de plusieurs centaines de femmes qui ont participé à la bataille de Kiafa remportée par les Souliotes contre l'armée d'Ali Pacha, composée d'Albanais, qui a entraîné la mort de 3 000 soldats de l'armée d'Ali Pacha, et environ 70 des Souliotes,.
Après la défaite des Souliotes, elle se rend à Parga, et de là dans les îles Ioniennes,,.
Jules Verne la mentionne dans le chapitre III de son roman L'Archipel en feu. 
La journaliste Lilika Nakou (de) (1904-1989), raconte sa vie dans son roman Móschō Tzavélla en 1995.